# Novichneumon longus
Novichneumon longus (лат.) — ископаемый вид наездников-ихневмонид, единственный в составе рода Novichneumon из подсемейства Novichneumoninae (Ichneumonidae). Бирманский янтарь, Мьянма, меловой период, возраст находки 99 млн лет.

## Описание
Мелкие наездники. Длина переднего крыла 2,5 мм (ширина 1,2 мм), заднее крыло 1,8 мм. Жгутик усика 20-члениковый. Голова яйцевидная (ширина 0,67 мм, длина 0,35 мм) с крупными сложными глазами. От других родов подсемейства отличается жилкованием крыльев и длинными усиками. В переднем крыле r-rs в 1,5 раза длинее расстояния между r-rs и 2m-cu; 4-Rs в 1,9 раза длиннее r-rs; рамулюс развит, 1m-cu почти равен по длине 2-Rs+M; 2-Cu в 1,7 раза длиннее 1-Cu; ячейка 2mcu в 2,0 длиннее 2cua. Заднее крыло с 6 дистальными гамулями. Усики 3,1 мм длины (1,2 от длины переднего крыла) со скапусом и тонким педицелем; две стороны скапуса почти параллельны; первый флагелломер в 13 раз длиннее своей ширины и в 2 раза длиннее второй; последующие членики жгутика одинаковой ширины и постепенно уменьшающиеся в длине; второй флагелломер в 5,8 раз длиннее своей ширины, субапикальный флагелломер в 2,1 раз длиннее своей ширины. Мезосома 1,10 мм в длину и 0,62 мм в ширину, переднеспинка очень длинная, около 0,37 мм, с длинной и тонкой шейкой. Ноги частично сохранились, тонкие; голени очень тонкие. Брюшко удлиненно-яйцевидное, узкое в основании первого сегмента метасомы, остальные сегменты без явных границ, терминальная часть метасомы сломана и отсутствует.
Вид был впервые описан в 2017 году гименоптерологами из Китая (Longfeng Lia, Chungkun Shih и Dong Ren) и России (Дмитрий Копылов, Палеонтологический институт РАН, Россия). Сходен с ископаемыми родами и видами из подсемейства †Novichneumoninae: †Rasnichneumon alexandri, †Heteropimpla pulverulenta, †Heteroichneumon rasnitsyni.